# گمینا جژگونگ
گمینا جژگونگ (به لهستانی:  Gmina Dzierzgoń) یک گمینا در لهستان است که در شهرستان اشتوم واقع شده‌است. گمینا جژگونگ ۱۳۱٫۴ کیلومتر مربع مساحت و ۹٬۵۳۳ نفر جمعیت دارد.